# Authuille
Authuille és un municipi francès situat al departament del Somme i a la regió dels Alts de França. L'any 2007 tenia 165 habitants.

## Demografia

### Població
El 2007 la població de fet d'Authuille era de 165 persones. Hi havia 68 famílies de les quals 12 eren unipersonals (8 homes vivint sols i 4 dones vivint soles), 28 parelles sense fills i 28 parelles amb fills.
La població ha evolucionat segons el següent gràfic:
Habitants censats

### Habitatges
El 2007 hi havia 82 habitatges, 68 eren l'habitatge principal de la família, 10 eren segones residències i 3 estaven desocupats. 75 eren cases i 2 eren apartaments. Dels 68 habitatges principals, 57 estaven ocupats pels seus propietaris, 9 estaven llogats i ocupats pels llogaters i 2 estaven cedits a títol gratuït; 3 tenien dues cambres, 6 en tenien tres, 24 en tenien quatre i 35 en tenien cinc o més. 54 habitatges disposaven pel capbaix d'una plaça de pàrquing. A 26 habitatges hi havia un automòbil i a 35 n'hi havia dos o més.

### Piràmide de població
La piràmide de població per edats i sexe el 2009 era:
| Homes | Edats   | Dones |
| ----- | ------- | ----- |
| 0     | 95 o +  | 0     |
| 0     | 90 a 94 | 0     |
| 0     | 85 a 89 | 0     |
| 0     | 80 a 84 | 8     |
| 4     | 75 a 79 | 0     |
| 0     | 70 a 74 | 8     |
| 4     | 65 a 69 | 0     |
| 12    | 60 a 64 | 0     |
| 16    | 55 a 59 | 12    |
| 8     | 50 a 54 | 16    |
| 12    | 45 a 49 | 12    |
| 8     | 40 a 44 | 0     |
| 0     | 35 a 39 | 4     |
| 0     | 30 a 34 | 0     |
| 12    | 25 a 29 | 0     |
| 4     | 20 a 24 | 4     |
| 8     | 15 a 19 | 8     |
| 0     | 10 a 14 | 0     |
| 4     | 5 a 9   | 0     |
| 4     | 0 a 4   | 0     |

## Economia

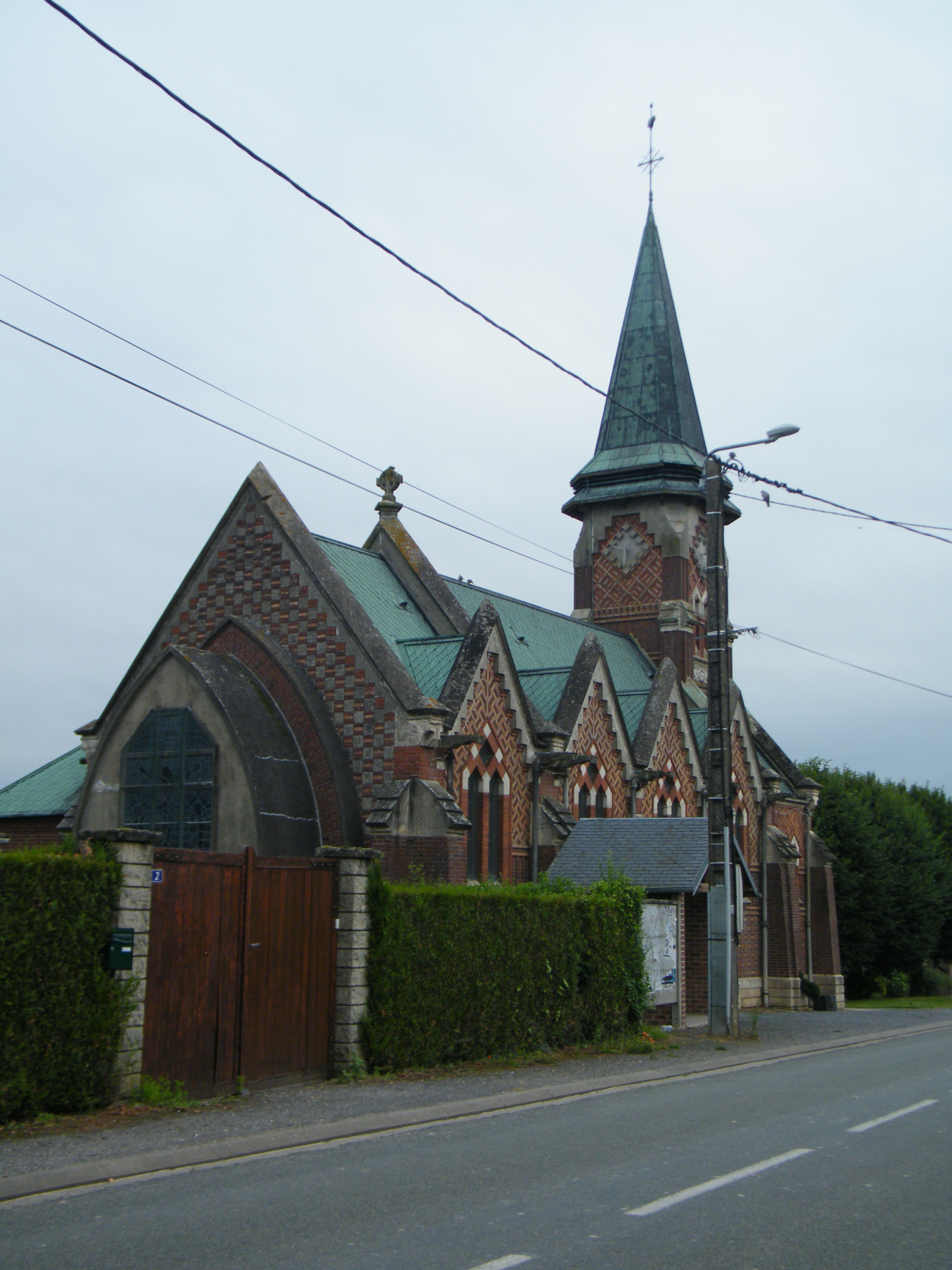

El 2007 la població en edat de treballar era de 110 persones, 76 eren actives i 34 eren inactives. De les 76 persones actives 71 estaven ocupades (43 homes i 28 dones) i 5 estaven aturades (1 home i 4 dones). De les 34 persones inactives 13 estaven jubilades, 14 estaven estudiant i 7 estaven classificades com a «altres inactius».

### Ingressos
El 2009 a Authuille hi havia 70 unitats fiscals que integraven 172 persones, la mediana anual d'ingressos fiscals per persona era de 16.883 €.

### Activitats econòmiques
Dels 4 establiments que hi havia el 2007, 1 era d'una empresa de construcció i 3 d'empreses d'hostatgeria i restauració.
Dels 3 establiments de servei als particulars que hi havia el 2009, 1 era un paleta i 2 restaurants.
L'any 2000 a Authuille hi havia 3 explotacions agrícoles.

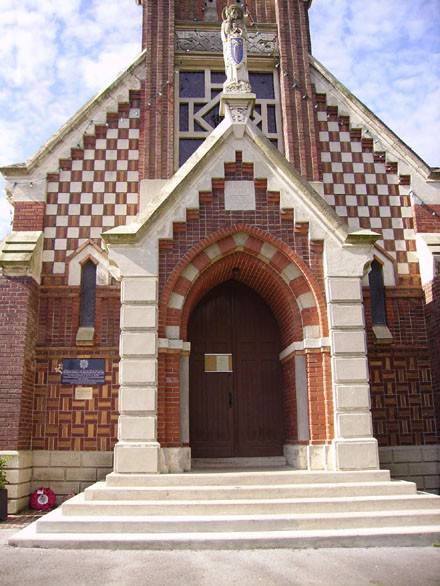

## Poblacions més properes
El següent diagrama mostra les poblacions més properes.